# Hryniewicze Duże
Hryniewicze Duże – wieś w Polsce położona w województwie podlaskim, w powiecie bielskim, w gminie Bielsk Podlaski. 
| SIMC    | Nazwa | Rodzaj    |
| ------- | ----- | --------- |
| 0023403 | Dwór  | część wsi |

W latach 1975–1998 miejscowość administracyjnie należała do województwa białostockiego.

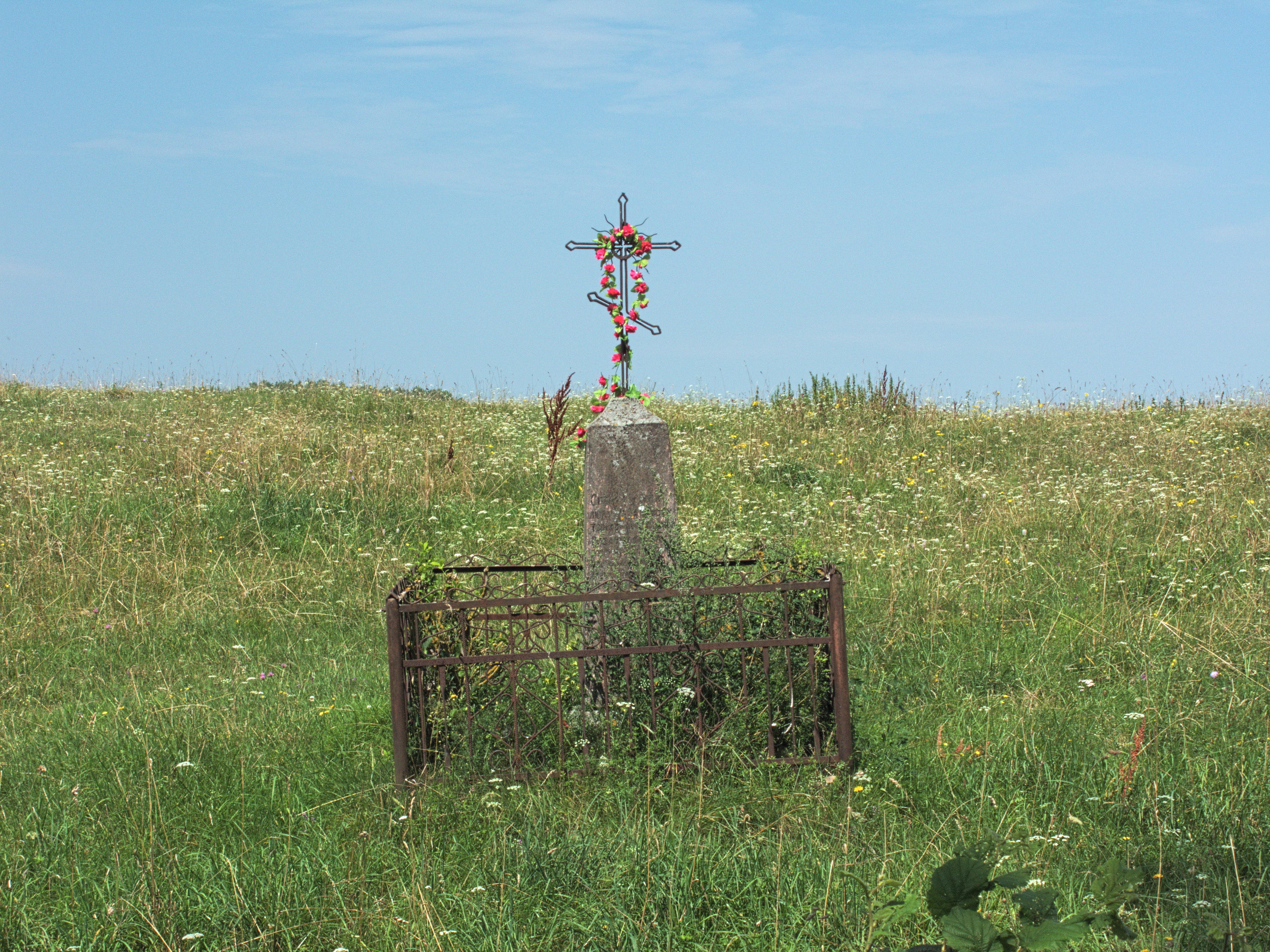
Krzyż wotywny

We wsi znajduje się cmentarz prawosławny z XIX w. o powierzchni 0,35 ha z cerkwią pod wezwaniem św. Proroka Eliasza, należącą do parafii Zaśnięcia Przenajświętszej Bogurodzicy w Bielsku Podlaskim.
Natomiast wierni kościoła rzymskokatolickiego należą do parafii Matki Bożej z Góry Karmel w Bielsku Podlaskim.